# 柏保路·加亞度
柏保路·荷西·加亞度·蘇利拉（西班牙語：Pablo Jose Gallardo Zurera，1986年2月19日—），生於西班牙西維爾，西班牙足球運動員，司職中堅，現時自由身。

## 球員生涯
柏保路生於西班牙西維爾，年僅12歲便加入西甲球會西維爾青年軍，而其職業生涯亦從西維爾展開。直至柏保路在西維爾青年梯隊待過了8個年頭後，於2006年獲提升到西維爾B隊作賽，而柏保路在西維爾B隊的出場機會1年比1年多，在成功協助球隊由西乙B聯賽升到西乙聯賽的同時，亦成功進佔了球隊的必然正選位置。
但是，柏保路不甘於停滯於B隊中，於是便於2009年決定離開家鄉向外闖，轉投當地一支甚有歷史的球會維爾瓦，並繼續獲得不少出場機會，以協助該隊重返西甲。然而，柏保路登陸西甲的美夢始終並未實現，離開維爾瓦後，他先後效力過多支西乙球會。
在2014年，柏保路更曾短暫轉投印度果阿。於2015年7月遠赴香港加盟新成立的夢想駿其並擔任隊長。完季後，柏保路轉投印超聯球會加爾各答，與同胞兼前傑志教練合作，雖然加爾各答最終奪得聯賽冠軍，惟柏保路因為受傷沒有上陣機會，於是在2017年初回歸西班牙球壇帕倫西亞。在2017年7月，柏保路再獲前駿其教練梁志榮邀請回香港，加盟新成立的港超聯球會夢想FC，獲委任球隊副隊長，並在2017年9月16日對陽光元朗的第三場聯賽，即取得加盟後的首個入球，協助夢想FC取得球會歷史上首場勝仗以3–1勝出。

## 國際賽生涯
由於柏保路在青年聯賽中表現良好，於2005年就獲徵召入選西班牙U19國家隊為西班牙征戰歐國盃U19外圍賽，當時柏保路更是國家隊中的必然正選，同期的國家隊隊友還有現時效力英超勁旅曼城的和阿仙奴的。

## 榮譽
港聯
- 香港賀歲盃冠軍（2018年）

## 外部連結
- 香港足球總會球員註冊資料 （页面存档备份，存于）